# L'Entente cordiale
Pour l’article homonyme, voir Entente cordiale.
Pour plus de détails, voir Fiche technique et Distribution.
L'Entente cordiale est un film d'espionnage français réalisé par Vincent de Brus, sorti le 21 juin 2006.
Le film suit un aristocrate propriétaire d'un manoir en ruines que ses proches veulent transformer en centre de thalassothérapie qui est rappelé dans une mission à Londres car un ancien espion soviétique reconverti en trafiquant d'armes a exigé qu'il représente la France dans l'achat d'une puce informatique dérobée aux Russes. Mais cette escapade va virer au cauchemar parce que le traducteur qui l'accompagne est un individu vulgaire.

## Synopsis
Le Vicomte François de La Conche (Christian Clavier) et Jean-Pierre Moindrau (Daniel Auteuil) sont deux quinquagénaires que tout oppose. De la Conche est un aristocrate psychorigide ayant une haute opinion de la France et de lui même,  qui vit dans un manoir en ruine que sa belle-famille souhaite transformer en centre de thalassothérapie contre sa volonté. Ancien diplomate, il a été mis au ban de la profession depuis qu'il a laissé s’échapper le trafiquant Géorgien Victor Zilenko lors d'une mission huit ans plus tôt. Moindrau est interprète quadrilingue a l'Unesco. Grand séducteur, mythomane et flambeur vivant au dessus de ses moyens, il survit en empruntant de l'argent à ses anciennes maîtresses. 
Lorsque Victor Zilenko dérobe la puce électronique Exterminator dans un centre de recherche Russe et que la France est mandatée pour payer la rançon de 25 millions de dollars, le Géorgien pose parmi ses conditions qu'il ne veut traiter qu'avec un seul homme: François de La Conche. Rappelé par la DGSE, ce dernier s'empresse d'accepter, et suggère qu'il soit accompagné par un traducteur de sa connaissance: Elliot de Saint-Hilaire (François Morel). Or celui ci refuse obstinément le poste, connaissant le caractère psychorigide de De la Conche, et ayant encore des séquelles physiques de leurs précédentes missions ensemble. Il en profite pour se faire remplacer par un Jean-Pierre Moindrau, absolument ravi car il y voit l'occasion de passer un weekend gratuit  avec sa jeune fiancée Punam (Shelley Conn), qui vit a Londres, lieu ou doit avoir lieu la transaction avec Zilenko. 
La première rencontre entre les deux hommes, dans l'Eurostar  au départ de la Gare du Nord montre immédiatement leur antipathie réciproque. Moindrau et De la Conche arrivent en début de soirée a Londres et s'installent dans une suite du grand hotel Donovan, au cœur de la ville. Ils sont couverts par une équipe de surveillance dirigée par le Lieutenant-Colonel Jean-Éric Berthaud (François Levantal), qui a truffé la pièce de cameras. Le plan est simple: De La Conche et Moindrau doivent récupérer la puce, payer les 25 millions de dollars, et rentrer en France aussitôt afin de la rendre aux Russes. Moindrau est extrêmement déçu car il s'imaginait passer une nuit romantique avec Punam seul dans sa suite, alors qu'il doit la partager avec De la Conche. Il en profite malgré tout pour passer une commande importante au room-service aux frais du contribuable, ce qui a le don d'agacer le Vicomte, et tend encore un peu plus leurs relations. 
Les deux hommes ignorent que le colonel Berthaud est  un traître, qui veut voler la puce et la revendre pour son compte à un membre influent de l'ambassade d'Inde. Pour cela il brouille volontairement les images de surveillance. Lorsque Victor Zilenko arrive, la transaction se passe de façon cordiale, même si un des hommes de main du trafiquant prend discrètement des photos de Moindrau. Cependant, une fois les échanges terminés, un commando surarmé surgit dans la suite. Dans la fusillade qui s'ensuit, Zilenko et la dizaine de personnes présentes dans la pièce sont tuées, y compris les assaillants. De la Conche et Moindrau sont les seuls survivants. Dans la confusion, le vicomte implante la puce dans le bras de l’interprète pour qu'elle ne tombe pas dans de mauvaises mains. Cependant, De la Conche a oublié les effets de la puce Exterminator, qui lui avaient pourtant été expliqués lors de son briefing par la DGSE : une fois implantée dans le corps humain, la puce rend son porteur insensible à toute forme de douleur pendant 12 heures. Passé ce délai, si elle n'est pas retirée, la personne explose.
Les deux protagonistes s'enfuient de l’hôtel Donovan et errent dans les rues de Londres. Pendant ce temps, Scotland Yard est arrivé sur les lieux, comprend rapidement qu'il s'agit d'une affaire d'espionnage, et découvre les photos de Jean-Pierre Moindrau prises par les trafiquants. Afin de ne pas créer d'incident diplomatique, les inspecteurs décident de présenter l'affaire à la presse comme étant un massacre perpétré par Moindrau, désormais surnommé le "Boucher du Donovan" dans les médias. 
Pendant ce temps, Punam retrouve De la Conche et Moindrau dans la rue et les emmène se réfugier chez elle. D'origine indienne, elle vit avec sa famille qui travaille comme personnel à l'ambassade. Lors du dîner, Moindrau commence à constater les effets de la puce quand il ne ressent rien en mangeant du piment. De la Conche s'isole pour téléphoner et contacte le colonel Berthaud, lequel lui apprend le funeste sort qui attend Moindrau si la puce ne lui est pas retirée au bout des 12 heures. Le vicomte s'empresse de prévenir l’interprète, et décide de tout faire pour aider Moindrau, à la fois pour récupérer la puce mais aussi parce que malgré leur profonde différence de caractère, il ne souhaite absolument pas sa mort. Mais pendant qu'ils font des essais sur la nouvelle insensibilité totale de Moindrau, un reportage sur le "Boucher du Donovan" à la télévision les force à s'enfuir et à errer de nouveau dans les rues. Les gares étant surveillées, rendant un retour en France impossible, ils finissent par passer le reste de la nuit dans un taxi, cherchant un hôpital qui ne serait pas surveillé par Scotland Yard, en vain. Ce n'est qu'au petit matin qu'ils trouvent la solution à leur problème : une morgue. 
Moindrau étant toujours recherché, De la Conche le cache dans un sac mortuaire, lui même étant déguisé en brancardier amenant un nouveau cadavre à la morgue. Après quelques péripéties, il prend un membre du personnel en otage et l'oblige à retirer la puce du bras de Moindrau. Une fois la puce enlevée, Moindrau retrouve sa sensibilité à la douleur et est désormais sauvé. Les deux hommes échangent un rare moment amical, qui retombe très vite. Apres avoir volé un fauteuil roulant et un déguisement pour Moindrau, ils ligotent et enferment le médecin et s'enfuient. De la Conche rappelle le colonel Berthaud pour lui annoncer qu'il a désormais la puce Exterminator en sa possession et pour obtenir de nouvelles instructions. Celui-ci lui demande d'utiliser son réseau de contacts pour trouver un endroit sûr en attendant qu'il lui remette la puce, puis fait croire à sa hiérarchie que De la Conche est le traître qui a provoqué la tuerie pour voler la puce. Il demande et obtient l'autorisation de la récupérer par tous les moyens, justifiant ainsi le futur assassinat du diplomate lorsqu'il viendra lui remettre Exterminator. Pendant ce temps, De la Conche et Moindrau, toujours en fauteuil roulant, se rendent au zoo de Londres pour y rencontrer la directrice, Gwendoline (Wendy) McFarlane (Jennifer Saunders), ancien amour de jeunesse de De la Conche, afin d'y être en sécurité.

## Fiche technique
- Titre : L'Entente cordiale
- Réalisation : Vincent de Brus
- Scénario : Vincent de Brus, d'après le scénario The Interpretator de Fabien Suarez et Sion Marciano
- Musique : Jean-Claude Camors
- Direction de la photographie : Laurent Machuel
- Montage : Sylvie Gadmer
- Son : Jacques Pibarot
- Décors : Franck Benezech
- Production : Christian Fechner
- Durée : 100 minutes
- Genre : comédie, espionnage
- Pays :  France
- Langue : français
- Format : couleur
- Format de production : 35 mm
- Sortie en France 21 juin 2006

## Distribution
- Christian Clavier: vicomte François de La Conche
- Daniel Auteuil: Jean-Pierre Moindrau
- Jennifer Saunders : Gwendoline McFarlane
- John Cleese : Lord Conrad
- François Levantal : Lieutenant-Colonel Jean-Éric Berthaud
- Shelley Conn : Punam
- Sanjeev Bhaskar : Commandant Bashir
- Ivan Franěk : Victor Zilenko
- Didier Flamand : Général Mandelieu
- François Morel : Elliot de Saint-Hilaire
- Michèle Laroque : La directrice de la banque
- Helena Bajaj Larsen
- Paul Barrett : Docteur Cranberry
- Stéphane Brel : Matt
- Jake Broder : L'acteur
- Émilie Chesnais : Jeanne
- Jacques Dautriche : Georges
- Nicole Dubois : Babette
- Marc Faure : Jean-François
- Alain Figlarz : Daniel
- Jim Field Smith : Sergent Scotberry
- Michel Fortin : Le beau-père de François
- Sophie Guiter : Roxane
- Patty Hannock
- Christophe Hémon : David
- Réginald Huguenin : L'ambassadeur de France
- Indira Joshi
- Yaseen Khan
- Olga Legrand
- Conor Lovett
- Tom Mison : Niels
- Tony MacMurray : Le réceptionniste de l'hôtel
- Isabelle Malin
- Nicholas Mead
- Boban Milic
- Éric Naggar : Alain Lambert
- Tim Pigott-Smith : Superintendant Masterson
- Asil Raïs
- Didier Raymond
- Delphine Rich : Marie-Hélène de La Conche
- Jonathan Ryland : le chauffeur de taxi londonien
- Cheikna Sankaré
- Joe Sheridan
- Mikaël Tarna
- Gilles Treton
- Anton Yakovlev
- Jacques Zabor